# سیروس پرهام
سیروس پرهام، با نام مستعار میترا، (متولد ۳ بهمن ۱۳۰۷ خورشیدی، شیراز) مترجم، ویراستار، منتقد ادبی، هنرشناس، فرش‌شناس ایرانی و از بنیان‌گذاران سازمان اسناد ملی ایران است. پرهام مدرک لیسانس را در ۱۳۳۰ از دانشگاه تهران و دکترا را در ۱۳۳۳ از دانشگاه برکلی در رشتهٔ علوم سیاسی گرفت. وی در زمرهٔ کسانی است که برای نخستین بار در ایران به شیوهٔ نقد ادبیِ غربی به این کار پرداختند. پرهام در ۱۳۳۳ کتاب «رئالیسم و ضد رئالیسم» را نوشت که پس از دو ماه نایاب شد. این کتاب به همراه «مکاتب ادبی»، نوشتهٔ رضا سیدحسینی، از نخستین آثار در نوع خود و مدت‌ها مرجع نویسندگان ایرانی بود. به گفتهٔ محمد شمس لنگرودی، پرهام فعال‌ترین منتقد ادبی دههٔ سی، منتقدی مارکسیست، «فعال‌ترین منتقد ادبی جامعه‌گرای» این دهه است، هرچند که لنگرودی معتقد است نقد پرهام «دیواری ستبر» بین هنر رئالیستی و هر آنچه غیر رئالیستی است می‌کشد.
پرهام از نخستین ویراستاران ایرانی و اولین ویراستار مؤسسه انتشارات فرانکلین (علمی و فرهنگی امروز) است. وی در هنرشناسی نیز دستی دارد و مجموعهٔ ۱۵ جلدی «سیری در هنر ایران» نوشتهٔ آرتور اپهام پوپ و همسرش فیلیس اکرمن را مؤسسهٔ علمی و فرهنگی، به سرویراستاری او ترجمه و تهیه کرده‌است. سیروس پرهام به عنوان پیشکسوت ویراستاری ایران در یکشنبه ۹ آبان ۱۳۹۵ به همراه مهدی قنواتی و مهناز مقدسی، انجمن صنفی ویراستاران را تأسیس کردند.
در زمینهٔ ترجمه هم، جدای از مقالاتی که پرهام در مجلات گوناگون به چاپ رسانده، گزیده‌ای از اشعار والت ویتمن، شاعر ملی آمریکا، تحت عنوان «گزیدهٔ اشعار والت ویتمن» و «ای آن‌که مرا اکنون در دست داری» از او منتشر شده‌است.
پرهام از جملهٔ نسل دوم بنیان‌گذاران انتشارات نیل است. در زمینهٔ کار مطبوعاتی هم می‌توان به سوابق وی در مجلهٔ «خوشه»، که اختصاص داشت به شاعران نوپرداز، «جُنگ صدف»، از نشریات متعلق به حزب توده، و نشریهٔ «انجمن کتاب» اشاره کرد. پرهام سلسله مقالاتی را نیز با نام مستعار سایروس برام و به صورت پاورقی دربارهٔ انقلاب ایران در روزنامهٔ اطلاعات می‌نوشت که بعدها مؤسسه انتشاراتی امیرکبیر آن را تحت عنوان «انقلاب ایران و مبانی رهبری امام خمینی» به صورت کتاب چاپ کرد.
اما زمینهٔ «حرفه‌ای» پرهام سازمان اسناد است. وی از بنیان‌گذاران این رشته در ایران و از ۱۳۴۹ تا ۱۳۵۹ نیز رئیس سازمان اسناد ملی ایران بود.
پرهام از پژوهندگان رشتهٔ فرش‌شناسی ایرانی است و در این زمینه تألیفات مهمی دارد و مدتی هم عضو هیئت مدیرهٔ موزهٔ فرش ایران بوده‌است. کتب تألیفی او از جمله دستباف‌های عشایری و روستایی فارس در زمره کتب درسی و مرجع رشته فرش هستند.

## کتابشناسی
- رئالیسم و ضد رئالیسم در ادبیات، انتشارات نیل، ۱۳۳۴، ۱۳۳۶، ۱۳۴۵، ۱۳۴۹، ۱۳۵۳، ۱۳۶۰، ۱۳۶۲، ۱۳۹۴ (چاپ هشتم، نشر آگاه).
- کتابهایی که دنیا را تغییر دادند (ویراستار)، فرانکلین، ۱۳۳۶، ۱۳۵۷، ۱۳۸۲، ۱۳۹۰.
- انقلاب ایران و مبانی رهبری امام خمینی، مؤسسه انتشاراتی امیرکبیر، ۱۳۵۷.
- دستباف‌های عشایری و روستایی فارس، به همراه سیاوش آزادی، دو جلد، مؤسسه انتشاراتی امیرکبیر، جلد اول ۱۳۶۴ و جلد دوم ۱۳۷۱.
- شاهکارهای فرشبافی فارس، کتابخانه مرکز اسناد و مرکز دائرةالمعارف بزرگ اسلامی، ۱۳۷۰.
- سیری در هنر ایران (مسئول پروژهٔ ترجمه و سرویراستار)، علمی و فرهنگی، ۱۳۸۲–۱۳۹۰.
- گزیدهٔ اشعار والت ویتمن (ترجمه)، مروارید، ۱۳۷۹.
- ای آنکه اکنون مرا در دست داری (ترجمه)، مروارید، ۱۳۹۳.
- همگام با زمانه. تهران: انتشارات علمی و فرهنگی. ۱۳۹۹. شابک ۹۷۸-۶۰۰-۴۳۶-۸۱۹-۳.